# Berlini holokauszt-emlékmű
A berlini holokauszt-emlékmű, hivatalos nevén A meggyilkolt európai zsidók emlékműve (Denkmal für die ermordeten Juden Europas) Berlin Mitte negyedében található. A második világháború európai befejezésének hatvanadik évfordulóján adták át.
Németországban már az 1980-as évek végén felvetődött, hogy építeni kell egy holokauszt-emlékművet. A kezdeményezés a polgároktól eredt, Lea Rosh újságíró és Eberhard Jäckel történész karolta fel az elképzelést. A vita az építmény helyéről és üzenetéről nagyjából egy évtizeden át tartott. 1995-ben kiírták az első pályázatot, amelyre 528 munka érkezett. Két évvel később új kör következett, ekkor Peter Eisenman New York-i építész tervét fogadták el.
Az emlékmű és az alatta elterülő, információs központ elkészítéséről 1999. június 25-én döntött a Bundestag. Az építkezés 2003. január 1-jén kezdődött. A 19 ezer négyzetméteres, hullámos területen felállított emlékmű 2711 körbejárható, különböző magasságú betonsztéléből áll. Átadása 2005. május 10-én volt, a közönség két nappal később vehette birtokba.
Az emlékmű alatti információs központ a Harmadik Birodalom zsidóüldözését, valamint az európai zsidóság módszeres legyilkolását mutatja be. A létesítmény tervezője Dagmar von Wilcken volt.